# Flucht von Novgorod
De Flucht von Novgorod (Nederlands: Vlucht van Novgorod) is een attractie in het Duitse attractiepark Hansa-Park, die werd geopend op 9 april 2009. Het is een stalen achtbaan in het thema van het Kremlin van Novgorod in Veliki Novgorod, waarbij bezoekers de geruchten rondom de duistere tovenaar Wolkow verkennen.
De achtbaan is gebouwd door Gerstlauer en is een aangepast model Euro-Fighter en werd geopend als Fluch von Novgorod (Vloek van Novgorod). Deze naam werd in 2021 gewijzigd naar Flucht von Novgorod. Hiermee wou het park naar eigen zeggen God bedanken, omdat er geen coronagevallen in het park waren gerapporteerd na de uitbraak van het coronavirus in 2020.

## Beschrijving

### Achtergrondverhaal
Het achtergrondverhaal van de attractie speelt zich af rondom Heinrich Oldendorp, een handelaar uit Lübeck die de 14e eeuw naar Novgorod zou zijn getrokken op een Hanze-missie, maar daar nooit zou zijn aangekomen. Als in 1365 zijn zoon Peer Oldendorp naar hem op zoek gaat, gaan er geruchten dat zijn vader te grazen zou zijn genomen door Wolkow, een duistere tovenaar. 400 jaar geleden zou deze tovenaar door vorst Rurik van Novogorod zijn opgehangen voor de poorten van de stad, tussen twee vogelverschrikkers. Volgens de geruchten zou Wolkow echter nooit zijn overleden en de gebieden rondom Novgorod nog steeds teisteren en kwellen met zijn plagerijen. Peer Oldendorp gaat het oude Kremlin van Novgorod in om deze geruchten verder uit te zoeken.

### De attractie

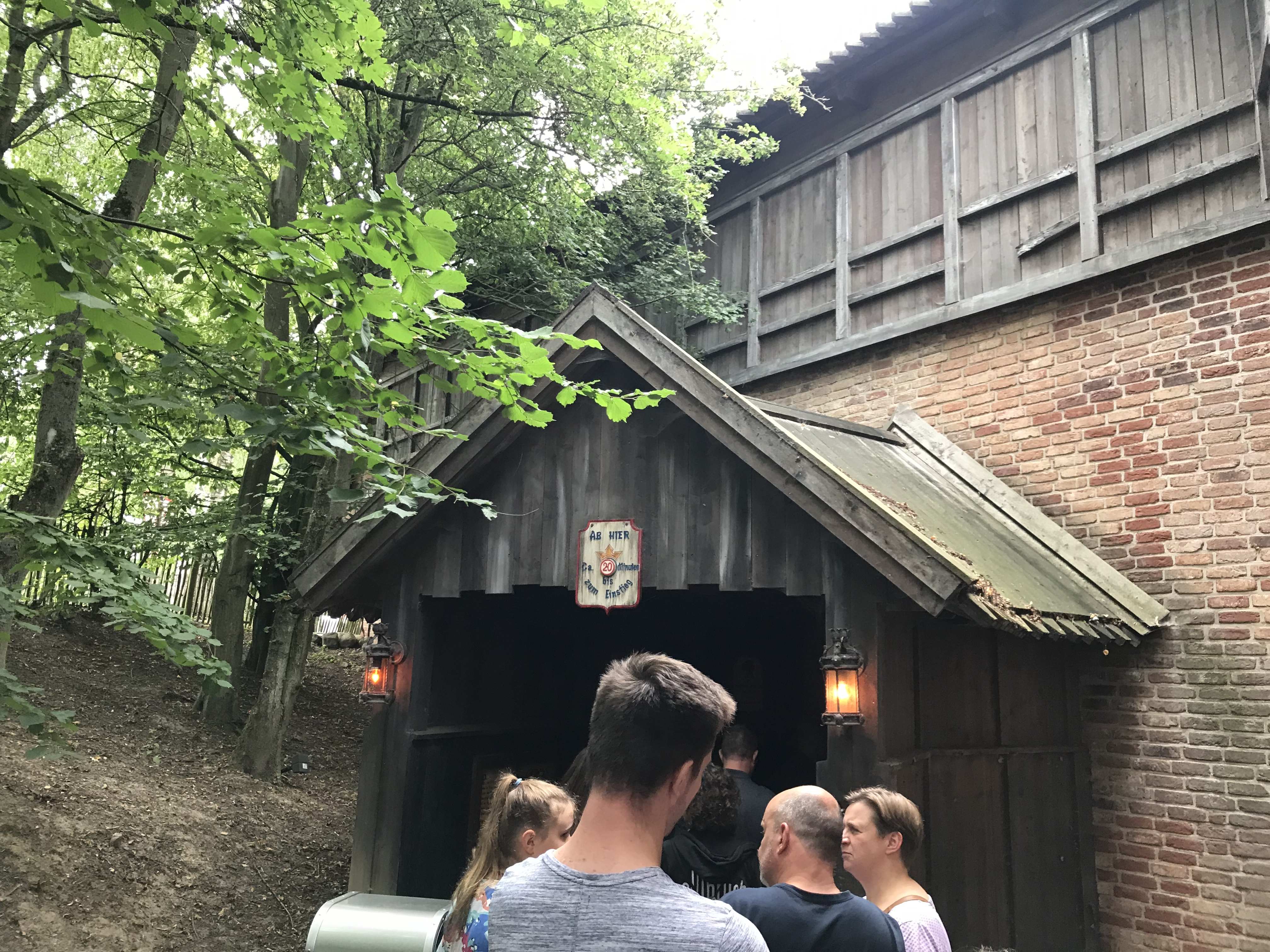
De ingang van het kremlingebouw in de wachtrij

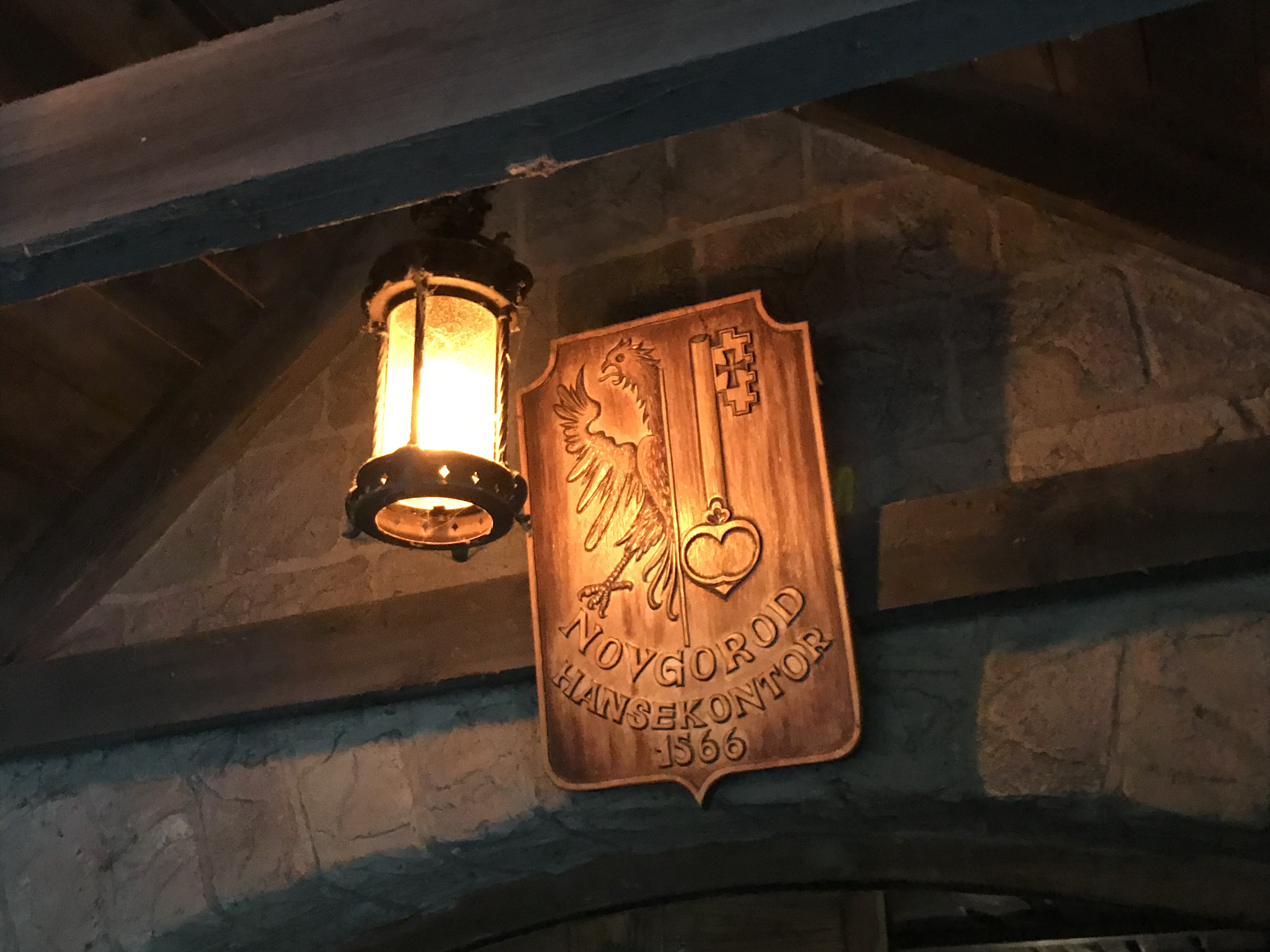
Het logo van het Hanzekantoor in het Kremlin van Novgorod in de wachtrij

Gasten betreden de attractie via de wachtrij, die door de oude stadspoorten loopt. Rondom de stadspoort staan twee vogelverschrikkers die af en toe bewegen, en een galg waaraan Wolkow ooit zou zijn opgehangen. De wachtrij loopt vervolgens langs de stadsmuur van het kremlin, van waarachter stemmen klinken dat de stad vervloekt zou zijn. Vervolgens loopt de wachtrij via een houten uitbouw het kremlin in, naar de vertrekken van het Hanzekantoor. In deze vertrekken zijn op twee bewegende glas-in-lood-ramen de streken van de duistere tovenaar Wolkow te zien. Tevens bevindt zich er een buste, waarop het gezicht van Heinrich Oldendorp verschijnt, die de bezoekers waarschuwt voor Wolkow en hen aanraadt om binnen de muren van het kremlin te blijven, omdat Ruriks geest daar nog altijd bescherming zou bieden. Vervolgens loopt de wachtrij naar het station, waar gasten de achtbaan kunnen betreden.
Nadat twee houten deuren zich openen, verlaat de achtbaantrein het station om uit te komen in een ruimte waar de geest van Rurik wordt opgeroepen, die onder Russisch gezang enkele machtsvoorwerpen uitlicht zoals een rijksappel en een zwaard. Vervolgens rijdt de trein verder, toch de stadsmuren uit, om vervolgens op Wolkow te stuiten, die 400 jaar later nog blijkt te leven. Wolkow vertelt de bezoekers dat ze de prijs moeten betalen voor hun nieuwsgierigheid die hen naar het kremlin heeft geleid, zwaait met zijn handen boven een ketel, en vervolgens rijdt de trein een afdaling in, om daarna gelanceerd te worden tot 100 km/h. Na over een top hat te zijn gereden, vervolgt de trein het parcours via een achtbaanelement dat lijkt op een ankersteek,  om daarna in een Inversie (achtbaan)#Heartline roll #zero-G roll mengeling van een heartline roll en een zero-G roll het parcours te vervolgen om dan te worden afgeremd. De trein rijdt hierna de toren van het kremlin in, met een verticale optakeling van 90 graden. Tijdens deze optakeling klinkt de stem van Wolkow, die zegt dat hij vervolgd, verdreven en uiteindelijk opgehangen is, maar dat hij nog altijd leeft. De achtbaan krijgt vervolgens een verticale afdaling van 97 graden, Na een korte rit in het donker komt men bij het station uit. Gasten verlaten de attractie via een doolhof, waarbij twee routes kunnen worden gekozen (de gang van Wolkow's Broederschap en de gang van de Ruriken) die allebei uitkomen in de souvenirwinkel. Gedurende de covid19 pandemie is een deel van het doolhof dichtgetimmerd zodat er nog maar 1 route mogelijk is.